# Arthur Mestschjan

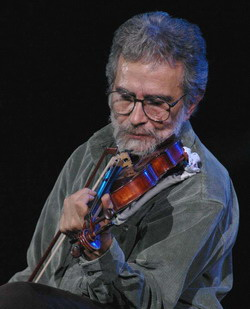
Arthur Mestschjan im Jahre 2006

Arthur Mestschjan (englisch Meschian; arm. Արթուր Մեսչյան; * 3. März 1949 in Jerewan, Armenische SSR, UdSSR) ist ein armenischer Architekt, Komponist und Sänger.

## Leben
Arthur (Artashes) Mestschjan beschäftigt sich seit seiner Jugend mit Malerei, Musik, Fechten und Modellierung. Er absolvierte die Musikschule „A. Spendiarow“, wo er Geige und Klavier zu spielen lernte. Mestschjan sang im Kinderchor des Opern- und Ballett-Theaters Jerewan. Später lernte er das Gitarrenspiel. Noch während seiner Schulzeit begann Mestschjan mit dem Komponieren.
Ab 1966 studierte Mestschjan am Polytechnischen Institut in Jerewan, heute genannt die Nationale Polytechnische Universität Armeniens.
1967 gründete Mestschjan eine Rockband, die er später „Arakjalner“ (Apostel) genannt hat. Das Stück „The Insane Asylum“ (Irrenhaus) war die erste Rock-Oper in der Geschichte Armeniens. Ab 1974 arbeitete Mestschjan als Architekt in Jerewan.
Noch vor dem Fall des Eisernen Vorhangs wanderte Mestschjan mit seiner Frau und zwei Söhnen 1989 nach Boston (USA) aus.
1989 gab er dort sein erstes Konzert in der armenischen Kirche. 1991 veröffentlichte Mestschjan sein erstes Album „Katarsis“. Im Jahr 1990 gründete Mestschjan eine Rockband, die er „Arakjalner-90“ (Apostel-90) nannte.
Von 1996 bis 1997 kehrte Mestschjan nach Armenien zurück und war als Chefarchitekt für Jerewan tätig. Danach arbeitete er wieder in Boston.
2005 ging Mestschjan mit seiner Frau wieder nach Armenien. 2011 wurde Arthur Mestschjan mit dem Orden des Heiligen Mesrop Maschtoz ausgezeichnet.

## Diskografie
- Requiem, 1975.
- The Monologue of a Crazy Violinist, 1992.
- Catharsis, 1995.
- Wander, 1995.
- Communion, 1996.
- Arthur Meschian. Hit Collection 2001 - 4 CD: The Monologue of a Crazy Violinist, Catharsis, Catharsis II, Communion.
- Live At Aram Khachatryan Concert Hall, 2005.
- Arthur Meschian Live, 2006.